# 탐나는 대한민국
<탐나는 대한민국>은  KTV에서 방송되는 텔레비전 프로그램이다.